# Овезов, Балыш Овезович
Балы́ш Ове́зович Ове́зов (16 (29) декабря 1915, с. Бедиркент, Хивинское ханство — 13 октября 1975, Ашхабад, Туркменская ССР, СССР) — советский туркменский государственный и партийный деятель. Председатель Совета Министров Туркменской ССР в 1951—1958 и 1959—1960. Первый секретарь ЦК Компартии Туркменистана (1960—1969). Депутат Верховного Совета СССР 4—7-го созывов. Член ЦК КПСС в 1961—1971, член Центральной Ревизионной Комиссии КПСС в 1952—1961.

## Биография
Родился 16 (29) декабря 1915 года в селе Бедиркент Хивинского ханства (ранее — в составе Тахтинскогл района Ташаузской области Туркменистана, ныне — в составе этрапа Гёроглы Дашогузского велаята, а в древности — Хорезм). Туркмен, выходец из племени северных йомудов.
Детдомовец. Имел два высших образования: математик и историк. Окончил высшую партийную школу ЦК КПСС.
Балыш Овезов окончил Ташаузский педтехникум в 1931 году и с того же года остался там преподавателем.
- 1932—1933 — учёба в Ашхабадском педагогическом институте, сразу после окончания которого с 1933 года он стал инструктором Ташаузского окружного отдела народного образования.
- С 1936 года — назначен заведующий отделом политучебы Ташаузского райкома ЛКСМ(б) Туркменистана.
- 1937—1939 — 1-й секретарь Ташаузского окружкома ЛКСМ(б) Туркменистана.
- С 1939 года — заведующий отделом учащейся молодёжи ЦК ЛКСМ и секретарь ЦК ЛКСМ(б) Туркменистана по кадрам.
- С 1940 года — заместитель наркома просвещения Туркменской ССР.
- 1941—1942 — заведующий организационно-инструкторским отделом ЦК КП(б) Туркменистана.
- Заканчивает Высшую школу партийных организаторов при ЦК КПСС 1942—1943.
- 1943 — 2-й секретарь Ашхабадского обкома КП(б) Туркменистана.
- 1944 — 2-й секретарь Ташаузского обкома КП(б) Туркменистана.
- 1946 — секретарь ЦК КП(б) Туркменистана, в том числе, по пропаганде и агитации.
- 1947 — секретарь ЦК КП(б) Туркменистана по кадрам.
- 1948—1950 — секретарь ЦК КП(б) Туркменистана.
- 1950—1951 — 1-й секретарь Марыйского обкома КП(б) Туркменистана.
- Июль 1951 — январь 1958 — Председатель Совета Министров Туркменской ССР.
- Январь 1958 — председатель исполкома Ашхабадского областного Совета депутатов трудящихся.
- Январь 1959 — снова назначен Председателем Совета Министров Туркменской ССР.
- Июнь 1960 — декабрь 1969 — 1-й секретарь ЦК КП Туркменистана.
- С января 1970 вышел на пенсию и с этого же времени назначен начальником Управления геологии Совета Министров Туркменской ССР.

Как и многие руководители того времени, имел интернациональную семью (жена — Римма (Рейма), узбечка). До сих пор пользуется уважением в народе за свою порядочность и заботу о людях. У него была большая семья: 4 сына и 2 дочери.
Один из сыновей — Батыр, стал впоследствии доктором технических наук, профессором, академиком Академии наук Туркменистана и ряда международных Академий, заслуженным деятелем науки и техники Туркменистана и приложил много усилий для образования молодёжи, развития науки и компьютерных технологий в Туркменистане.
Скончался 13 октября 1975 года в Ашхабаде. На его похороны собралось несколько десятков тысяч человек. Похоронен на Ватутинском кладбище.

## Награды
- 3 ордена Ленина (1950, 1957, 1965)
- Орден Трудового Красного Знамени (1947)
- 2 ордена «Знак Почёта» (1944, 1946)

## Публикации
- Овезов Б. Каракумский канал и развитие экономики Туркменистана. — Ашхабад: Ылым, 1967. — 236 с.
- Овезов Б. Каракумы в цвету. — М.: Прогресс, 1967.